# Rhinocypha aurofulgens
Rhinocypha aurofulgens är en trollsländeart som beskrevs av Harry Hyde Laidlaw, Jr. 1931. Rhinocypha aurofulgens ingår i släktet Rhinocypha och familjen Chlorocyphidae. Inga underarter finns listade i Catalogue of Life.